# Estadio Las Higueras
El Estadio Las Higueras fue un estadio de fútbol que se encontraba ubicado en el sector Las Higueras de la comuna portuaria de Talcahuano, en el Gran Concepción de Chile y fue inaugurado el 25 de noviembre de 1961. Fue demolido a mediados de 2008 para dar paso en su misma ubicación a la construcción del nuevo Estadio CAP.
En él, Huachipato disputó sus partidos como local hasta el sábado 19 de julio de 2008 entre Huachipato y Universidad de Concepción. Su falta de iluminación artificial impedía que se jugaran partidos nocturnos en el recinto, pero no fue problema para el equipo siderúrgico. 
Tras el lugar donde se encontraba el estadio están los Cerros San Martín, que posee especies arbóreas, conocido por las personas que antiguamente veían los partidos del Huachipato desde esos lugares, sin pagar entrada.
- Datos: Q1369306